# Épico (álbum de Riff)
Épico es el primer álbum recopilatorio de la banda argentina de hard rock Riff, publicado en 1984 por Tonodisc.
Lista de canciones
| N.º   | Título                   | Escritor(es)           | Duración |  |
| 1.    | «No detenga su motor»    | Pappo                  | 3:34     |  |
| 2.    | «Lo que quieras hacer»   | Vitico                 | 3:12     |  |
| 3.    | «Debo seguir buscando»   | Pappo                  | 5:49     |  |
| 4.    | «Necesitamos más acción» | Pappo                  | 3:46     |  |
| 5.    | «Me tienen cansado»      | Pappo                  | 2:31     |  |
| 6.    | «Mucho por hacer»        | Vitico                 | 5:12     |  |
| 7.    | «Ultra-velocidad»        | Pappo, Michel Peyronel | 4:39     |  |
| 8.    | «Hoy no hago nada»       | Vitico                 | 3:39     |  |
| 32:25 |                          |                        |          |  |

## Créditos
- Pappo - Voz y Guitarra líder
- Boff Serafine - Guitarra rítmica
- Vitico - Bajo y Voz
- Michel Peyronel - Batería y Voz